# Uggleherarna
Uggleherarna var ett snapphaneband bestående av de sju bröderna Olof, Per, Nils, Sven, Troed, Erik och Karl Månsson. Ledargestalt i brödraskaran var Per Månsson, ofta kallad Uggle-Per. De var verksamma som snapphanar under slutet av 1670-talet i nordöstra Skåne. Uggleherarna fick sitt namn av gården där de bodde, Uggletorp i Glimåkra socken.
Någon eller några gånger samarbetade Uggleherarna med de militärt organiserade friskyttarna, men oftast ägnade de sig åt plundring av småländska bönder. Eftersom befolkningen i Osby och Loshults socknar ingått bondefred med sina grannar i Stenbrohult och Virestad socknar, sågs detta inte med blida ögon bland merparten av lokalbefolkningen. Det förekom också att Uggleherarna bedrev ren kriminalitet, som plundring och misshandel av befolkningen på den skånska sidan av gränsen.
Troed stupade för en svensk kula i Kungsgården i Örkeneds socken. Olof infångades, fängslades och dog till följd av omild behandling på fästningshäktet i Kalmar. Eriks och Karls öden är okända. Per, Nils och Sven infångades 1683 och dömdes till döden. Den 28 april 1684 verkställdes domen genom halshuggning, partering och stegling av Per och Sven, medan Nils kom lindrigare undan med endast halshuggning. Avrättningarna ägde rum vid Loshult, nära intill den gamla riksgränsen.
Eftersom Uggleherarna ibland framställts som danska patrioter är det intressant att deras far, Måns Giselsson, var svensk. Han kom från Höghult i Virestads socken, omkring en halvmil nordöst om Uggletorp. Det har också konstaterats att Uggle-Per erbjudits och antagit anställning som profoss av Georg Henrik Lybecker vid ett tillfälle i slutet av 1670-talet.
Gården Uggletorp existerar fortfarande. Den ligger nära väster om länsväg 121 mellan Loshult och Lönsboda, ett par kilometer söder om det lilla samhället Hökön, men de nuvarande gårdsbyggnaderna är uppförda långt senare.